# Buckland (Massachusetts)
Pour les articles homonymes, voir Buckland.
Buckland est une municipalité du Comté de franklin au Massachusetts, fondée en 1779.
Sa population était de 1 902 habitants en 2010.

## Localisation

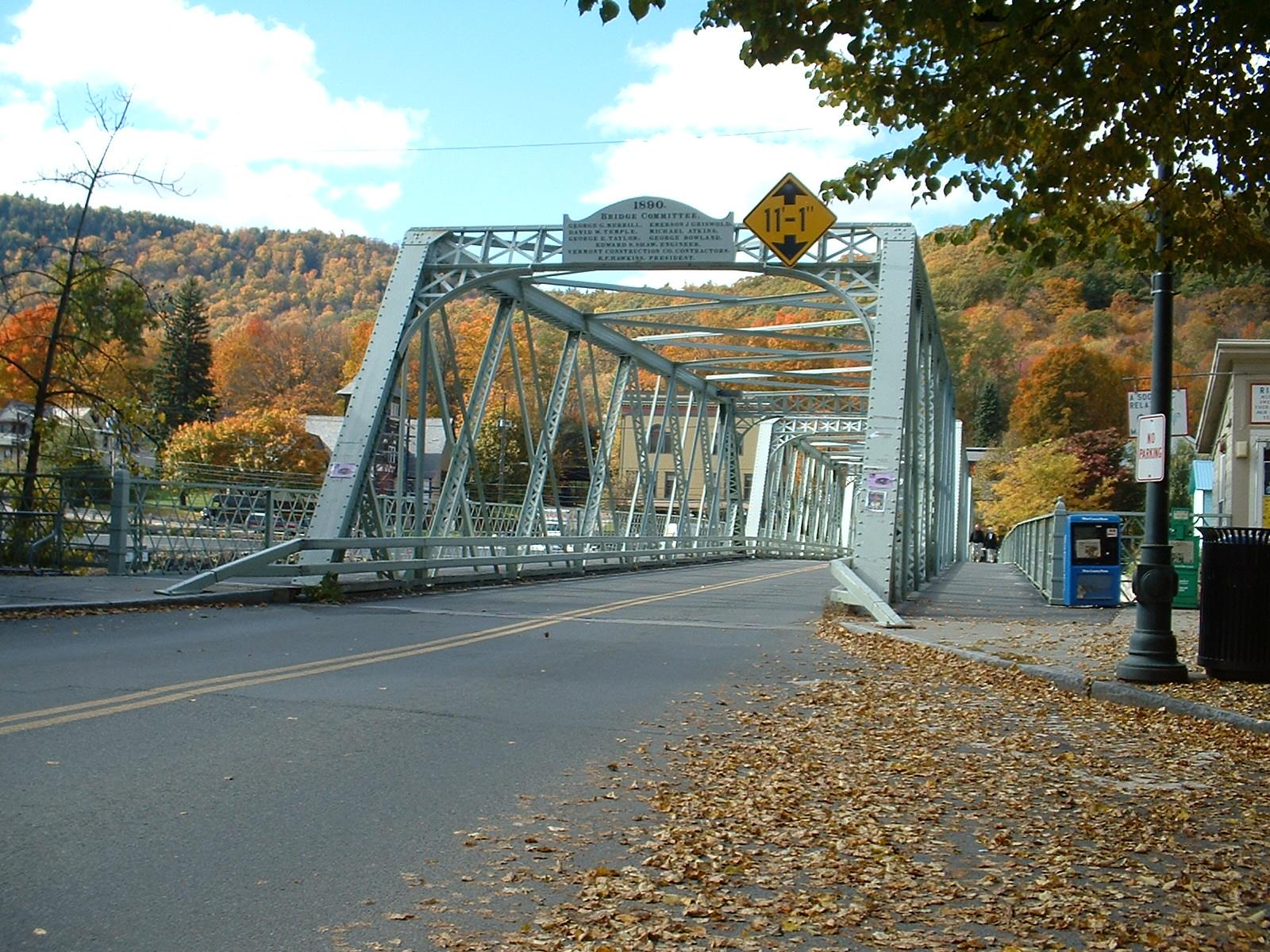
Pont de Shelburne Falls Truss

| Charlemont | Charlemont | Shelburne |
| Hawley     | Buckland   | Shelburne |
|            | Ashfield   | Conway    |